# Christian Dumont
Christian Dumont (* 19. März 1963 in Fourcatier; † 6. August 2021) war ein französischer Biathlet, Biathlontrainer und -funktionär. Von 1998 bis 2007 war er Cheftrainer der französischen Biathlon-Nationalmannschaft der Männer um Raphaël Poirée.

## Aktive Karriere
Christian Dumont war für den Skiverein der Ortschaft Longevilles-Mont-d’Or aktiv. Er gehörte zu der Generation, die gegen Ende der 1980er Jahre den französischen Biathlon in die Weltspitze führten. Er nahm erstmals 1986 in Oslo an Biathlon-Weltmeisterschaften teil und wurde 58. des Sprints. Nächstes Großereignis waren die Olympischen Winterspiele 1988 in Calgary, bei denen Dumont erneut im Sprint zum Einsatz kam und den 51. Platz belegte. Die Weltmeisterschaften 1989 in Feistritz brachten mit dem 25. Rang eine spürbare Verbesserung zu den vorherigen Platzierungen bei internationalen Großereignissen, mit der Staffel wurde er Achter. Es folgten die erfolgreichsten Weltmeisterschaften 1990 in Kontiolahti und Oslo für Dumont. Im Einzel wurde er Elfter, mit der Staffel gewann er als Startläufer an der Seite von Xavier Blond, Hervé Flandin und Thierry Gerbier die Silbermedaille, zudem mit Stéphane Bouthiaux, Flandin und Gerbier Bronze mit der Mannschaft. Weniger erfolgreich verliefen die Weltmeisterschaften 1991 in Lahti. Dumont wurde 22. des Einzels, 37. des Sprints sowie mit Blond, Gilles Marguet und Flandin Staffel-Sechster. Im Mannschaftsrennen wurden ihm Bouthiaux und Patrice Bailly-Salins vorgezogen. Bei den Olympischen Winterspielen 1992 in Albertville erreichte der Franzose ähnliche Platzierungen: 42 im Sprint, 13 im Einzel und Platz sechs mit Xavier Blond, Thierry Gerbier und Hervé Flandin im Staffelrennen. Letzte internationale Meisterschaft wurden die Weltmeisterschaften 1993 in Borowetz. Dumont wurde 38. des Einzels und mit Blond, Bailly-Salins und Lionel Laurent als Schlussläufer der Staffel Achter. Im Mannschaftsrennen kamen die jüngeren Gilles Marguet, Thierry Dusserre und Lionel Laurent an der Seite des erfahrenen Blond zum Einsatz und gewannen ohne Dumont Bronze. Im Biathlon-Weltcup startete er zwischen 1984 und 1994 regelmäßig, ohne jedoch nennenswerte Resultate erreicht zu haben. Für die Olympischen Winterspiele 1994 in Lillehammer konnte er sich gegen die nachrückenden jungen Athleten nicht mehr qualifizieren und beendete nach der Saison seine Karriere.

## Trainer und Funktionär
Nach seiner aktiven Karriere machte Dumont wie viele Biathleten seiner Generation Karriere beim französischen Biathlonverband. Zunächst betreute er ab 1994 die Militär-Mannschaft, bevor er zur Saison 1998/99 an der Seite des Schießtrainers Jean-Pierre Amat die französische Nationalmannschaft der Männer als Cheftrainer übernahm. Unter Dumont gewann Raphaël Poirée viermal den Gesamtweltcup, siebenmal bei Weltmeisterschaften und insgesamt 43 Weltcup-Rennen. Zudem wurde die französische Staffel 2001 Weltmeister und Vincent Defrasne 2006 Olympiasieger. Mit Poirées Rücktritt zum Ende der Saison 2006/07 gab auch Dumont sein Amt als Nationaltrainer an Stéphane Bouthiaux ab und wurde zum sportlichen Leiter der Nationalmannschaften ernannt. Als dieser Posten 2011 abgeschafft wurde, übernahm er die Koordination der nationalen französischen Rennserien im Biathlon, welche er bis zu seinem Tod verantwortete.

## Persönliches
Christian Dumont war verheiratet und hatte drei Kinder. Sein Sohn Clément war ebenfalls als Biathlet aktiv. Während seiner Trainerkarriere lebte er in Chamonix-Mont-Blanc und nach dem Ende seiner hauptamtlichen Tätigkeit beim Französischen Skiverband 2011 in der Provence, wo er mit seiner Frau eine Ferienunterkunft betrieb.
Im August 2021 starb Christian Dumont im Alter von 58 Jahren während einer Fahrradtour an den Folgen eines Herzinfarkts. Er wurde in Vaison-la-Romaine bestattet.

## Biathlon-Weltcup-Platzierungen
| Platzierung                               | Einzel | Sprint | Verfolgung | Massenstart | Team | Staffel | Gesamt |
| ----------------------------------------- | ------ | ------ | ---------- | ----------- | ---- | ------- | ------ |
| 1. Platz                                  |        |        |            |             |      |         |        |
| 2. Platz                                  |        |        |            |             |      | 1       | 1      |
| 3. Platz                                  |        |        |            |             | 1    |         | 1      |
| Top 10                                    |        |        |            |             | 2    | 6       | 8      |
| Punkteränge                               | 5      | 2      |            |             | 2    | 6       | 15     |
| Starts                                    | 23     | 25     |            |             | 2    | 6       | 56     |
| Stand: Karriereende, Daten nicht komplett |        |        |            |             |      |         |        |